# Серикур
Серикур (фр. Séricourt) — коммуна во Франции, входит в регион О-де-Франс, департамент Па-де-Кале, округ Аррас, кантон Сен-Поль-сюр-Тернуаз. 

## География
Расположена в 11 км по автодорогам к югу от города Сен-Поль-сюр-Тернуаз и в 36 км по автодорогам к западу от Арраса. Граничит с коммунами Сибивиль, Нёнк-Откот, Фреван и Буре-сюр-Канш.

## История
Местность впервые упоминается в 1176 году под названием Syricort.
С 1793 года коммуна входила в состав кантона Фрамекур района Сен-Поль департамента Па-де-Кале.
С 1801 года входила в состав кантона Сен-Поль округа Сен-Поль (с 1926 года — округа Аррас).

## Достопримечательности
- Часовня святого Мартина XV века (закрыта с конца 2000-х) с кладбищем вокруг неё
- Памятник павшим

## Экономика[4]
Уровень безработицы в 2019 году — 12,5 % (в 2008 году — 18,5 %, в 2013 году — 20,0 %). Из 33 жителей в возрасте от 15 до 64 лет — 42,4 % работающих, 6,1 % безработных, 6,1 % учащихся, 21,2 % пенсионеров и 24,2 % других неактивных.
Из 14 работающих 5 работали в своей коммуне, 9 — в другой. 64,3 % работающих добирались до места работы на автомобиле, 28,6 % — пешком, 7,1 % работали дома.
Структура предприятий и рабочих мест в коммуне в конце 2015 года:
- сельское хозяйство — 9,1 %
- промышленность — 9,1 %
- строительство — 9,1 %
- торговля, транспорт и сфера услуг — 63,6 %
  - в том числе торговля и ремонт автомобилей — 18,2 %
- государственные и муниципальные службы — 9,1 %

В то время было одно предприятие с 3 наёмными работниками в сфере услуг, остальные 7 учреждений были без наёмных работников. В 2019 году в коммуне работали 16 человек.
В конце 2020 года имелось одно предприятие без наёмных работников и два предприятия в сумме с 9 наёмными работниками в сельском хозяйстве, два предприятия в сумме с 5 наёмными работниками в сфере услуг и одно предприятие без наёмных работников в сфере государственных и муниципальных служб.
В 1985 году были основаны частные сады Серикур, открытые для посетителей. В 2013 году в них работало 7 человек. Другим работодателем является SARL Cap Semences & Plants, занимающееся переработкой семян (5 человек в 2016 году).

## Политика
Пост мэра с 2020 года занимает Сильвен Дюкроке (Sylvain Ducroquet). В муниципальный совет входит 7 депутатов, включая мэра. В 2020 году они были выбраны в первом туре безальтернативно.

## Демография[4]
| Год  | Численность | Численность   |
| ---- | ----------- | ------------- |
| 1793 | 60          | [ 10 ]        |
| 1800 | 47          | [ 10 ]        |
| 1806 | 51          | [ 10 ]        |
| 1821 | 56          | [ 10 ]        |
| 1831 | 60          | [ 10 ]        |
| 1836 | 58          | [ 10 ]        |
| 1841 | 71          | [ 10 ]        |
| 1846 | 64          | [ 10 ]        |
| 1851 | 48          | [ 10 ]        |
| 1856 | 55          | [ 10 ]        |
| 1861 | 72          | [ 10 ]        |
| 1866 | 62          | [ 10 ]        |
| 1872 | 55          | [ 10 ]        |
| 1876 | 63          | [ 10 ]        |
| 1881 | 74          | [ 10 ]        |
| 1886 | 67          | [ 10 ]        |
| 1891 | 69          | [ 10 ]        |
| 1896 | 75          | [ 10 ]        |
| 1901 | 71          | [ 10 ]        |
| 1906 | 76          | [ 10 ]        |
| 1911 | 75          | [ 10 ]        |
| 1921 | 68          | [ 10 ]        |
| 1926 | 58          | [ 10 ]        |
| 1931 | 68          | [ 10 ]        |
| 1936 | 53          | [ 10 ]        |
| 1946 | 61          | [ 10 ]        |
| 1954 | 47          | [ 10 ]        |
| 1962 | 41          | [ 10 ]        |
| 1968 | 39          | [ 10 ]        |
| 1975 | 48          | [ 10 ]        |
| 1982 | 47          | [ 10 ]        |
| 1990 | 53          | [ 10 ]        |
| 1999 | 60          | [ 10 ]        |
| 2006 | 51          | [ 11 ]        |
| 2007 | 52          | [ 12 ]        |
| 2008 | 53          | [ 13 ]        |
| 2009 | 54          | [ 14 ]        |
| 2010 | 54          | [ 15 ]        |
| 2011 | 53          | [ 16 ]        |
| 2012 | 53          | [ 17 ]        |
| 2013 | 54          | [ 18 ]        |
| 2014 | 55          | [ 19 ]        |
| 2015 | 55          | [ 20 ] [ 21 ] |
| 2017 | 54          | [ 22 ]        |
| 2018 | 52          | [ 23 ]        |
| 2019 | 51          | [ 24 ]        |
| 2020 | 49          | [ 25 ]        |
| 2021 | 48          | [ 26 ]        |
| 2022 | 46          | [ 27 ]        |

В 2019 году в коммуне проживал 51 человек (26 мужчин и 25 женщин), 65 % из 40 человек в возрасте от 15 лет состояли в браке.
| Мужчин | Возраст | Женщин |
| ------ | ------- | ------ |
| 0      | 90+     | 1      |
| 1      | 75—89   | 1      |
| 7      | 60—74   | 6      |
| 5      | 45—59   | 6      |
| 5      | 30—44   | 2      |
| 2      | 15—29   | 4      |
| 6      | 0—14    | 5      |

В коммуне 27 частных домов, из них 21 основной (первый) дом, 5 являются вторым (запасным) домом и 1 пустует. На каждый первый дом приходилось в среднем 2,43 человека.
Из 21 первого дома 20 находились в собственности и 1 арендовался.
6 первых домов построены до 1919 года, 2 — между 1919 и 1970 годами, 9 — между 1971 и 1990 годами, 4 были ещё моложе. Относительно новые дома располагаются на улице Фреван. Среднее количество комнат в первых домах — 5,6.
11 первых домов имели отопление, в том числе 2 — электрическое.
Из 21 домохозяйства 7 имели один автомобиль, 14 — два или более автомобиля.
Количество учащихся составляло 12 человек. Ближайшие детские сады и начальные школы располагаются в коммунах Нёнк-Откот и Фреван.
Из 38 закончивших обучение 31,6 % не имели образования или окончили начальную школу, 10,5 % окончили коллеж, 23,7 % имели среднее или среднее профессиональное образование, 18,4 % окончили лицей, 5,2 % имели неоконченное высшее образование и 10,5 % были бакалаврами.